# Ligue des ténèbres
 (mars 2015).
Si vous disposez d'ouvrages ou d'articles de référence ou si vous connaissez des sites web de qualité traitant du thème abordé ici, merci de compléter l'article en donnant les références utiles à sa vérifiabilité et en les liant à la section « Notes et références ».
La Ligue des ténèbres (Justice League Dark en version originale) est une équipe de super-héros fictive dont les aventures sont publiées par DC Comics. Apparu dans le numéro éponyme (novembre 2011) la « Justice League Dark » est composé originellement de John Constantine, Madame Xanadu, Deadman, Shade, the Changing Man et Zatanna. L'équipe regroupe les membres les plus prompts au surnaturel de l'univers DC , et s'occupe des situations jugées trop compliquées dans ce domaine aux héros de la Ligue de justice habituelle.

## Synopsis
Dans tout Metropolis, Gotham et Washington, D.C., des meurtres violents sont commis par des personnes qui pensent que leurs victimes sont des créatures démoniaques avant d'être arrêtées par des membres de la Ligue de Justice. Les héros concluent que la magie est la source des crimes, mais Batman est sceptique à ce sujet. À son manoir cependant, Batman est brièvement possédé par Deadman se retrouve alors avec un message contenu en un seul mot: "Constantine."
Cinq jours plus tôt, John Constantine et Jason Blood, exorciste et escroc, ont engagé les Demons Three dans un jeu de poker à Las Vegas pour des enjeux haut de gamme; l'ancien offrant même sa demeure la Maison du Mystère, comme sa part du pot en échange d'une boîte d'artefacts, y compris un Dreamstone ébréché. Lorsque les deux parties ont été prises en flagrant délit, Constantine a convoqué Etrigan - un démon forcé à partager son corps avec Jason Blood - pour envoyer les démons. Par la suite, Blood réprimanda Constantin pour lui avoir fait convoquer Etrigan, inquiet de ce qu'il pourrait faire, et des deux voies séparées.
Batman va voir Zatanna, qui a eu une histoire romantique ratée avec Constantine, et Deadman possède une fois de plus Batman et dit à Zatanna qu'elle et Batman ont besoin de voir John Constantine. Sur le chemin, le trio est attaqué par une tornade magiquement contrôlée, et arrive à peine à la Maison du Mystère, où Constantine les attend. Ils sont rejoints par Black Orchid, l'incarnation spirituelle de la Maison qui voulait faire l'expérience de l'humanité et se donner un corps. Après beaucoup de discussions, le groupe décide d'enquêter sur la cause et la raison de ces occurrences surnaturelles.
Les héros rendent visite à un ami de Constantine et Zatanna nommé Ritchie Simpson, mais à l'extérieur de la maison, ils trouvent des esprits lâches de la mort qui attendent de recueillir l'âme de Ritchie lors de sa mort prochaine. Simpson souffre d'une forme de cancer et est rancunier envers Constantine pour l'avoir abandonné à son sort, mais leur prête la clé Keshanti. Constantine et Zatanna regardent l'un des souvenirs inconscients de la fureur pour la cause de sa frénésie et découvrent qu'il était possédé par une entité inconnue portant une bague étrange. Batman, Deadman, Constantine et Zatanna parviennent de justesse à s'échapper d'une bête faite de déchets humains conjurés pour consommer l'homme, mais Zatanna réussit à détruire le monstre.
L'équipe retourne à la maison de Ritchie seulement pour le trouver proche de la mort, avec les Shrouds qui s'attardent autour de lui. Blood est trouvé à la maison, cherchant à trouver le Dreamstone et s'échappe, forçant Constantine à le pourchasser pendant que Batman utilise un coup d'adrénaline pour revitaliser Ritchie. Après avoir été capturé par Constantine, Blood précise qu'il y a des siècles, le sorcier Destiny possédait la Dreamstone et tentait de renverser la Grande-Bretagne. Il l'a utilisé pour que les gens voient leurs pires cauchemars et se nourrissent de leur tourment pour devenir plus forts. Blood était un jeune chevalier qui fut mortellement blessé dans ses efforts pour fendre le Dreamstone en deux et bannir le sorcier, il fut ainsi lié à Etrigan par Merlin pour gagner l'immortalité. Il explique qu'Etrigan a été invoqué par Merlin pour vaincre Destiny, puis lié à Blood parce que Merlin savait qu'ils seraient nécessaires dans le futur. Ritchie se réveille brièvement pour affirmer que Felix Faust était son assaillant.
Le groupe localise l'observatoire de Faust avec l'aide de la plante élémentaire Swamp Thing, anciennement le scientifique Alec Holland, qui est maintenant transformé en gardien du monde végétal, qu'il appelle le vert. Quand ils s'infiltrent dans le repaire de Faust, l'Observatoire du Cosmos, le sorcier combat l'équipe, mais est finalement vaincu par Zatanna. Cependant, Faust n'est pas impliqué dans le fait de blesser Ritchie. Celui-ci se réveille et révèle avoir l'autre pièce du Dreamstone, qu'il utilise pour garder son cancer en rémission. Il détruit apparemment Black Orchid et quand l'équipe arrive, Constantine tente de raisonner avec Ritchie que l'âme de Destiny qui est piégée dans le Dreamstone l'utilise. Cependant, il est trop tard, car le Dreamstone prend le corps de Ritchie et le transforme en Destiny nouvellement ressuscité. Ce dernier détruit la maison et part pour entrainer les États-Unis dans la frénésie; Zatanna sauve le groupe, mais s'évanouit par l'effort. La Ligue de Justice tente de combattre Destiny, mais il les fait se percevoir les uns les autres comme des menaces démoniaques, les amenant à s'attaquer les uns aux autres. Etrigan attaque Destiny, mais est de nouveau séparé en Jason Blood et Etrigan. Constantine invoque Swamp Thing, qui croit que Destiny est une menace pour les Verts alors il l'attaque, tandis que Batman et Zatanna retrouvent la Ligue de Justice. Cependant, Destiny arrache le cadavre d'Alec Holland du corps de Swamp Thing, provoquant la dissolution de celui-ci en une masse de matière végétale inoffensive.
Constantine trompe Destiny pour l'emmener avec Deadman dans son bouclier protecteur, permettant à Deadman de blesser Destiny, avant que Constantine, Batman et Blood ne détruisent le corps de Dreamstone et Destiny, permettant à l'âme de Ritchie d'être entraînée en Enfer par les esprits linceuls. Blood succombe à sa blessure mortelle qui le torturait depuis des siècles. Zatanna, Constantine et Etrigan enterrent le corps de Blood près de l'endroit où se trouvait son vieux village, avant que l'Etrigan ne parte pour des zones inconnues. Zatanna accepte de rejoindre la Ligue de Justice et offre également une position à Constantine. Celui-ci décline d'abord, affirmant que Batman ne l'approuverait pas, mais Zatanna prétend que c'était l'idée de Batman. Les deux retournent à la Maison du Mystère, maintenant reconstruite, faisant un premier pas timide vers la restauration de leur relation fracturée et Deadman rejoint également l'Orchidée Noire restaurée comme son âme sœur.

## Personnages principaux
- Batman
- John Constantine
- Deadman
- Zatanna

## Vie éditoriale

### Recueils en anglais
- Justice League Dark Vol. 1: In the Dark (Justice League Dark #1–6)
- Justice League Dark Vol. 2: The Books of Magic (Justice League Dark #0, #7-13, Annual #1)
- I, Vampire Vol. 2: Rise of the Vampires (Justice League Dark #7–8 and I, Vampire #7–12)
- Justice League Dark Vol. 3: The Death of Magic (Justice League Dark #14-21)
- Justice League: Trinity War (Justice League Dark #22-23, plus Justice League Vol. 2 #22-23, Justice League of America Vol. 3 #6-7, Trinity of Sin: Phantom Stranger Vol. 4 #11, Trinity of Sin: Pandora #1-3)
- Forever Evil: Blight (Justice League Dark #24-29, Constantine #9-12, Trinity of Sin: Pandora #6-9, Trinity of Sin: Phantom Stranger #14-17)
- Justice League Dark Vol. 4: The Rebirth of Evil (Justice League Dark #22-29)
- Justice League Dark Vol. 5: Paradise Lost (Justice League Dark #30-34, Justice League Dark: Futures End #1)
- Justice League Dark Vol. 6:  (Justice League Dark Annual #2, #35-40)

### Éditeurs
- DC Comics - Version originale

## Apparitions dans d'autres médias
- 2017 : Justice League Dark (vidéo) de Jay Oliva